# 322-я истребительная авиационная дивизия
 322-я истребительная авиационная Минская Краснознамённая ордена Суворова дивизия (322-я иад) — воинское соединение Вооружённых Сил СССР в Великой Отечественной войне.

## История наименований
- 322-я истребительная авиационная дивизия;
- 322-я истребительная авиационная Минская дивизия;
- 322-я истребительная авиационная Минская Краснознамённая дивизия;
- 322-я истребительная авиационная Минская Краснознамённая ордена Суворова дивизия.

## Формирование
322-я истребительная авиационная дивизия сформирована 27 июня 1943 года на основании Приказа НКО СССР.

## Расформирование
322-я истребительная авиационная Минская Краснознамённая ордена Суворова дивизия была расформирована в декабре 1945 года в составе 2-го истребительного авиационного корпуса 2-й воздушной армии Центральной группы войск.

## В действующей армии
В составе действующей армии:
- с 7 июля 1943 года по 20 августа 1943 года,
- с 17 октября 1943 года по 6 марта 1944 года,
- с 20 июня 1944 года по 10 сентября 1944 года,
- с 14 ноября 1944 года по 11 мая 1945 года.

## В составе объединений
| Дата          | Фронт (округ)                        | Армия                | Корпус                                |
| ------------- | ------------------------------------ | -------------------- | ------------------------------------- |
| 27.06.1943 г. | Резерв Верховного Главнокомандования | -                    | -                                     |
| 07.07.1943 г. | Западный фронт                       | 1-я воздушная армия  | 2-й истребительный авиационный корпус |
| 03.08.1943 г. | Брянский фронт                       | 15-я воздушная армия | 2-й истребительный авиационный корпус |
| 20.08.1943 г. | Резерв Верховного Главнокомандования | -                    | 2-й истребительный авиационный корпус |
| 17.10.1943 г. | 1-й Прибалтийский фронт              | 3-я воздушная армия  | 2-й истребительный авиационный корпус |
| 06.03.1944 г. | Резерв Верховного Главнокомандования | -                    | 2-й истребительный авиационный корпус |
| 01.05.1944 г. | Резерв Верховного Главнокомандования | 8-я воздушная армия  | 2-й истребительный авиационный корпус |
| 20.06.1944 г. | 3-й Белорусский фронт                | 1-я воздушная армия  | 2-й истребительный авиационный корпус |
| 10.09.1944 г. | Резерв Верховного Главнокомандования | 6-я воздушная армия  | 2-й истребительный авиационный корпус |
| 14.11.1944 г. | 1-й Украинский фронт                 | 2-я воздушная армия  | 2-й истребительный авиационный корпус |
| 10.06.1945 г. | Центральная группа войск             | 2-я воздушная армия  | 2-й истребительный авиационный корпус |
| 15.12.1945 г. | Центральная группа войск             | 2-я воздушная армия  | 2-й истребительный авиационный корпус |

## Части и отдельные подразделения дивизии
За весь период своего существования боевой состав дивизии претерпевал изменения, в различное время в её состав входили полки:
| Период                        | Части                                           |
| ----------------------------- | ----------------------------------------------- |
| 25.06.1943 г. — 15.12.1945 г. | 2-й гвардейский истребительный авиационный полк |
| 24.06.1943 г. — 15.12.1945 г. | 482-й истребительный авиационный полк           |
| 25.06.1943 г. — 15.12.1945 г. | 937-й истребительный авиационный полк           |

## Командир дивизии
| Звание       | Имя                         | Период                  | Примечание |
| ------------ | --------------------------- | ----------------------- | ---------- |
| Полковник    | Нога Митрофан Петрович      | 17.06.1943 — 13.11.1944 |            |
| Подполковник | Семёнов Александр Фёдорович | 14.11.1944 — 15.12.1945 |            |

## Участие в сражениях и битвах

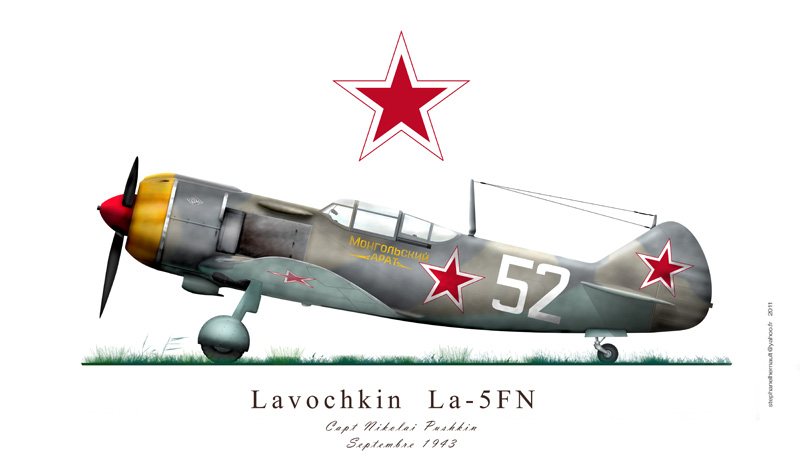
Ла-5 из эскадрильи «Монгольский арат» на борту

- Курская битва — с 12 июля 1943 года по 23 августа 1943 года:
  - Орловская стратегическая наступательная операция[5] — с 12 июля 1943 года по 18 августа 1943 года.
  - Белгородско-Харьковская операция[5] — с 3 августа 1943 года по 23 августа 1943 года.
- Брянская операция[5] — с 1 сентября 1943 года по 3 октября 1943 года
- Невельская наступательная операция[5] — с 6 октября 1943 года по 31 декабря 1943 года
- Городокская операция[5] — с 6 октября 1943 года по 31 декабря 1943 года
- Витебско-Оршанская операция — с 23 июня 1944 года по 28 июня 1944 года.
- Белорусская операция — с 23 июня 1944 года по 29 августа 1944 года.
- Сандомирско-Силезская операция[5] — с 12 января 1945 года по 23 февраля 1945 года.
- Берлинская наступательная операция[5] — с 16 апреля 1945 года по 8 мая 1945 года.
- Пражская операция — с 6 мая 1945 года по 11 мая 1945 года.

## Почётные наименования
- 322-й истребительной авиационной дивизии 10 июля 1944 года Приказом НКО СССР присвоено почётное наименование «Минская»[6].
- 2-му гвардейскому Краснознамённому истребительному авиационному полку Приказом НКО СССР 6 июля 1944 года присвоено почётное наименование «Оршанский»[7].
- 482-му истребительному авиационному полку за отличие в боях за овладение городом Каунас (Ковно) 12 августа 1944 года Приказом НКО СССР присвоено почётное наименование «Ковенский»[8]
- 937-му истребительному авиационному полку 12 августа 1944 года за отличие в боях по прорыву обороны немцев на реке Неман Приказом НКО СССР присвоено почётное наименование «Неманский»[9].
- В составе 2-го гвардейского истребительного авиационного полка с 25 сентября 1943 года воевала именная эскадрилья «Монгольский арат», самолёты которой построены на средства, поступившие от правительства Монголии. С начала 1944 года эта эскадрилья полностью обеспечивалась монгольским правительством[10].

## Награды
- 322-я Киевская истребительная авиационная дивизия 19 февраля 1945 года Указом Президиума Верховного Совета СССР награждена орденом «Боевого Красного Знамени».
- 322-я Киевская Краснознамённая истребительная авиационная дивизия Указом Президиума Верховного Совета СССР награждена орденом «Суворова II степени».
- 2-й гвардейский истребительный авиационный полк 23 октября 1943 года за образцовое выполнение боевых заданий командования на фронте борьбы с немецкими захватчиками и проявленные при этом доблесть и мужество Указом Президиума Верховного Совета СССР награждён орденом «Боевого Красного Знамени».
- 2-й гвардейский Краснознамённый истребительный авиационный полк 19 февраля 1945 года за образцовое выполнение боевых заданий командования в боях с немецкими захватчиками при выходе на реку Одер и овладение городами Милич, Бернштадт, Намслау, Карльсмаркт, Тост, Бишофсталь и проявленные при этом доблесть и мужество Указом Президиума Верховного Совета СССР награждён орденом «Суворова III степени».
- 482-й Ковенский истребительный авиационный полк 5 апреля 1945 года Указом Президиума Верховного Совета СССР за образцовое выполнение боевых заданий командования в боях с немецкими захватчиками при форсировании реки Одер северо-западнее города Бреслау (Бреславль) и проявленные при этом доблесть и мужество награждён орденом «Александра Невского».
- 482-й Ковенский ордена Александра Невского истребительный авиационный полк 28 мая 1945 года за образцовое выполнение боевых заданий командования в боях при прорыве обороны немцев на реке Нейссе и овладении городами Коттбус, Люббен, Цоссен, Беелитц, Лукенвальде, Тойенбритцен, Цана, Мариенсфельде, Треббин, Рантсдорф, Дидерсдорф, Кельтов и проявленные при этом доблесть и мужество награждён орденом «Кутузова III степени».
- 937-й Неманский истребительный авиационный полк 19 февраля 1945 года за образцовое выполнение боевых заданий командования в боях с немецкими захватчиками при выходе на реку Одер и овладение городами Милич, Бернштадт, Намслау, Карльсмаркт, Тост, Бишофсталь и проявленные при этом доблесть и мужество Указом Президиума Верховного Совета СССР награждён орденом «Боевого Красного Знамени».

## Благодарности Верховного Главнокомандования

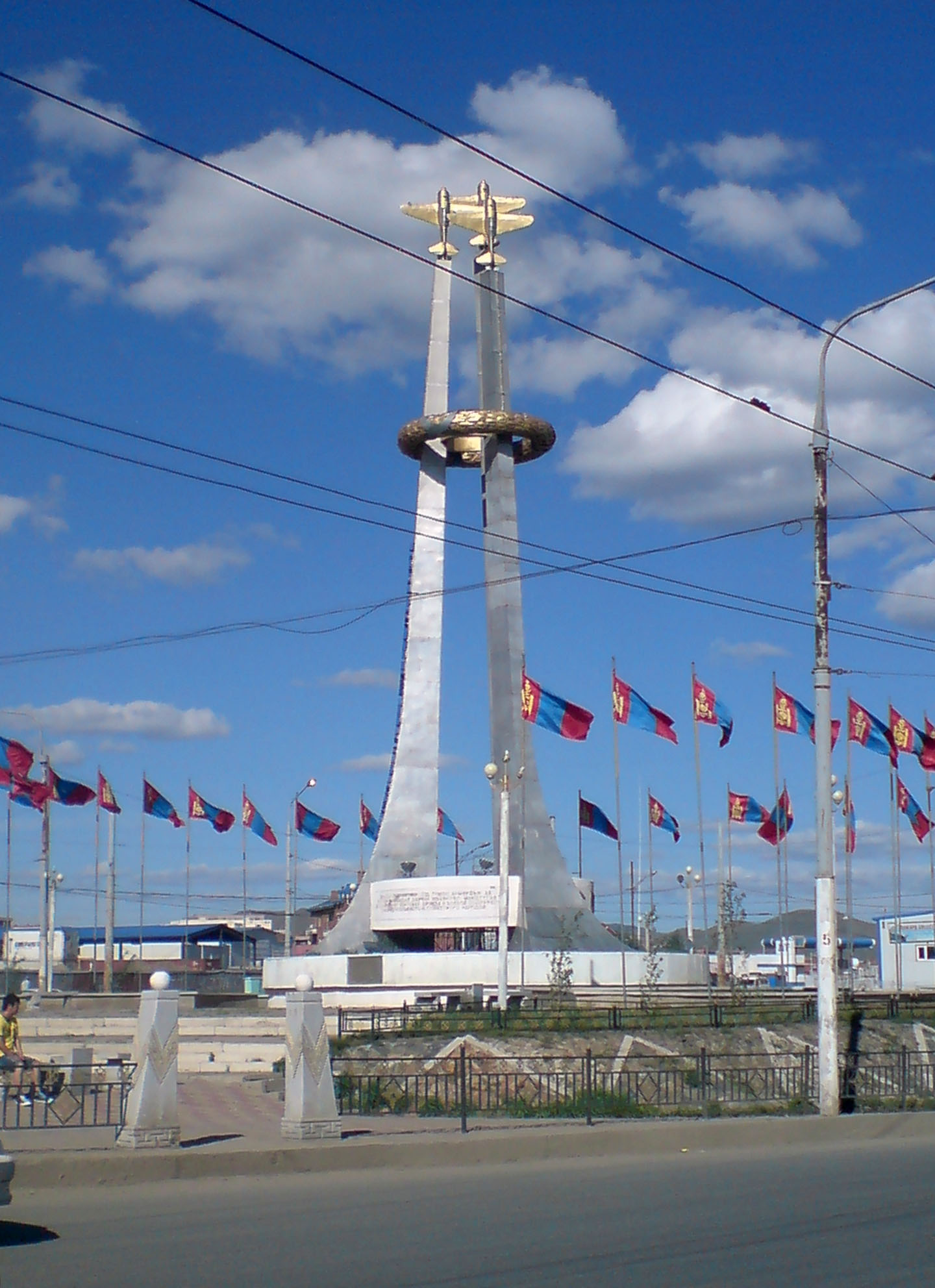
Памятник эскадрилье «Монгольский арат» в Улан-Баторе.

За проявленные образцы мужества и героизма Верховным Главнокомандующим дивизии объявлялись благодарности:
- За освобождение города Пиотркув[11]
- За овладение городами Нейштедтель, Нейзальц, Фрейштадт, Шпроттау, Гольдберг, Яуэр, Штригау[12]
- за овладение городами Грюнберг, Зоммерфельд и Зорау[13]

За проявленные образцы мужества и героизма Верховным Главнокомандующим дивизии в составе корпуса объявлялись благодарности:
- За освобождение города Витебск[14]
- За освобождение города Орша[15]
- За форсирование реки Неман[16]
- За овладение городом и крепостью Каунас (Ковно)[17]
- За овладение городами Крайцбург, Розенберг, Питшен, Ландсберг и Гуттентаг[18]
- За овладение городами Лигниц, Штейнау, Любен, Гайнау, Ноймаркт и Кант[19]
- За овладение городом и крепостью Глогау[20]
- За овладение городами Котбус, Люббен, Цоссен, Беелитц, Лукенвальде, Тройенбритцен, Цана, Мариенфельде, Треббин, Рангсдорф, Дидерсдорф, Тельтов и вступление с юга в столицу Германии город Берлин[21]
- За овладение городами Науен, Эльшталь, Рорбек, Марквардт, Кетцин[22]
- За овладение городом Берлин[23]
- За овладение городом Дрезден[24]
- За освобождение города Прага[25]

## Отличившиеся воины дивизии
- Бычков Семён Трофимович, капитан, штурман 937-го истребительного авиационного полка 322-й истребительной авиационной дивизии 2-го истребительного авиационного корпуса 2-й воздушной армии 2 сентября 1943 года удостоен звания Герой Советского Союза. Золотая Звезда № 1117. Впоследствии лишён звания.
- Диденко Гавриил Власович, майор, командир 482-го истребительного авиационного полка 322-й истребительной авиационной дивизии 2-го истребительного авиационного корпуса 2-й воздушной армии 10 апреля 1945 года удостоен звания Герой Советского Союза. Золотая Звезда № 4610
- Зайцев Василий Владимирович, майор, командир эскадрильи 482-го истребительного авиационного полка 322-й истребительной авиационной дивизии 2-го истребительного авиационного корпуса 2-й воздушной армии 27 июня 1945 года удостоен звания Герой Советского Союза. Золотая Звезда № 6060
- Кольцов Алексей Иванович, майор, командир 937-го истребительного авиационного полка 322-й истребительной авиационной дивизии 2-го истребительного авиационного корпуса 2-й воздушной армии 2 сентября 1943 года удостоен звания Герой Советского Союза. Золотая Звезда № 1118.
- Косолапов Филипп Макарович, старший лейтенант, командир эскадрильи 2-го гвардейского истребительного авиационного полка 322-й истребительной авиационной дивизии 2-го истребительного авиационного корпуса 1-й воздушной армии 2 сентября 1943 года удостоен звания Герой Советского Союза. Золотая Звезда № 1078
- Коняев Пётр Михайлович, старший лейтенант, командир звена 482-го истребительного авиационного полка 322-й истребительной авиационной дивизии 2-й воздушной армии 27 июня 1945 года удостоен звания Герой Советского Союза. Золотая Звезда № 6033
- Королёв Виталий Иванович, майор, заместитель командира 482-го истребительного авиационного полка 322-й истребительной авиационной дивизии 2-го истребительного авиационного корпуса 2-й воздушной армии 27 июня 1945 года удостоен звания Герой Советского Союза.Золотая Звезда № 6526
- Ландик Иван Иванович, капитан, командир эскадрильи 482-го истребительного авиационного полка 322-й истребительной авиационной дивизии 2-го истребительного авиационного корпуса 2-й воздушной армии 27 июня 1945 года удостоен звания Герой Советского Союза. Посмертно
- Лебедев Фёдор Михайлович, майор, командир эскадрильи 482-го истребительного авиационного полка 322-й истребительной авиационной дивизии 2-го истребительного авиационного корпуса 2-й воздушной армии 27 июня 1945 года удостоен звания Герой Советского Союза. Золотая Звезда № 6056
- Непряхин Павел Маркович, старший лейтенант, заместитель командира эскадрильи 2-го гвардейского истребительного авиационного полка 322-й истребительной авиационной дивизии 2-го истребительного авиационного корпуса 2-й воздушной армии 27 июня 1945 года удостоен звания Герой Советского Союза. Золотая Звезда № 7959
- Рябцев Михаил Евсеевич, старший лейтенант, командир звена 2-го гвардейского истребительного авиационного полка 322-й истребительной авиационной дивизии 2-го истребительного авиационного корпуса 2-й воздушной армии 27 июня 1945 года удостоен звания Герой Советского Союза. Золотая Звезда № 6062
- Сомов Пётр Арсентьевич, старший лейтенант, заместитель командира эскадрильи 482-го истребительного авиационного полка 322-й истребительной авиационной дивизии 2-го истребительного авиационного корпуса 2-й воздушной армии 10 апреля 1945 года удостоен звания Герой Советского Союза. Золотая Звезда № 6090